# Malaxis welwitschii
Malaxis welwitschii là một loài thực vật có hoa trong họ Lan. Loài này được (Rchb.f.) ined. mô tả khoa học đầu tiên.